# Jerzy Piskun
Jerzy Andrzej Piskun (ur. 4 czerwca 1938 w Pińsku, zm. 16 lipca 2018 w Warszawie) – polski koszykarz, dwukrotny olimpijczyk (1960, 1964), wicemistrz Europy (1963), brązowy medalista mistrzostw Europy (1965), mistrz Polski (1959).
W dzieciństwie został wywieziony z rodziną do Kazachstanu, do Polski wrócił w 1946 i zamieszkał w Łowiczu. Jego pierwszym klubem był Orzeł Łowicz. Od 1955 był zawodnikiem Polonii Warszawa, w ekstraklasie debiutował w sezonie 1956/1957, łącznie w warszawskim klubie grał przez 15 sezonów. W 1959 został mistrzem Polski, w 1957 i 1960 wicemistrzem Polski. W sezonie 1961/1962 został liderem klasyfikacji strzelców (606 punktów), w 1960 został wybrany koszykarzem roku w Plebiscycie Przeglądu Sportowego. W 1969 zdobył Puchar Polski.
W reprezentacji Polski debiutował w 1958, dwukrotnie wystąpił na igrzyskach olimpijskich (1960 – 7 m., 1964 – 6 m.), czterokrotnie na mistrzostwach Europy: 1959 (6 miejsce), 1961 (9 miejsce), 1963 (2 miejsce), 1965 (3 miejsce). Łącznie w reprezentacji Polski wystąpił 153 razy, zdobywając 1525 punktów. Karierę reprezentacyjną zakończył w 1966.
Znajdował się w składzie Legii Warszawa, kiedy ta podejmowała gwiazdy NBA – 4 maja 1964. W zespole All-Stars znajdowali się wtedy: Bill Russell, Bob Pettit, Oscar Robertson, Tom Heinsohn, Jerry Lucas, Tom Gola, Bob Cousy, K.C. Jones, czyli dziś sami członkowie Galerii Sław Koszykówki. W spotkaniu tym zdobył 22 punkty, wynik okazał się trzecim najlepszym w tym spotkaniu, po obu stronach. Na parkiecie spędził cały mecz wraz z Januszem Wichowskim, Andrzejem Pstrokońskim, Tadeuszem Suskim i Stanisławem Olejniczakiem. Drużyna z Warszawy przegrała to spotkanie 76-96. Różnica punktów okazała się najniższą spośród wszystkich pięciu drużyn, które rywalizowały z NBA All-Stars.
W latach 1971–1975 i drugiej połowie lat 80. pracował jako trener w Auxerre. Grał tam także do 49 roku życia w trzeciej lidze.